# Bandeira da Costa do Marfim
A bandeira da Costa do Marfim é composta por três listas verticais iguais de laranja (à tralha), branco e verde.  Assemelha-se à bandeira da República da Irlanda, mas esta é mais longa e tem as cores invertidas: o verde está à tralha. Também se assemelha à bandeira da Itália, que é verde, branca e vermelha. Este desenho baseou-se no da bandeira de França. A cor laranja representa a savana e a sua fertilidade, o branco representa a paz e o verde representa a esperança.

## Bandeiras semelhantes

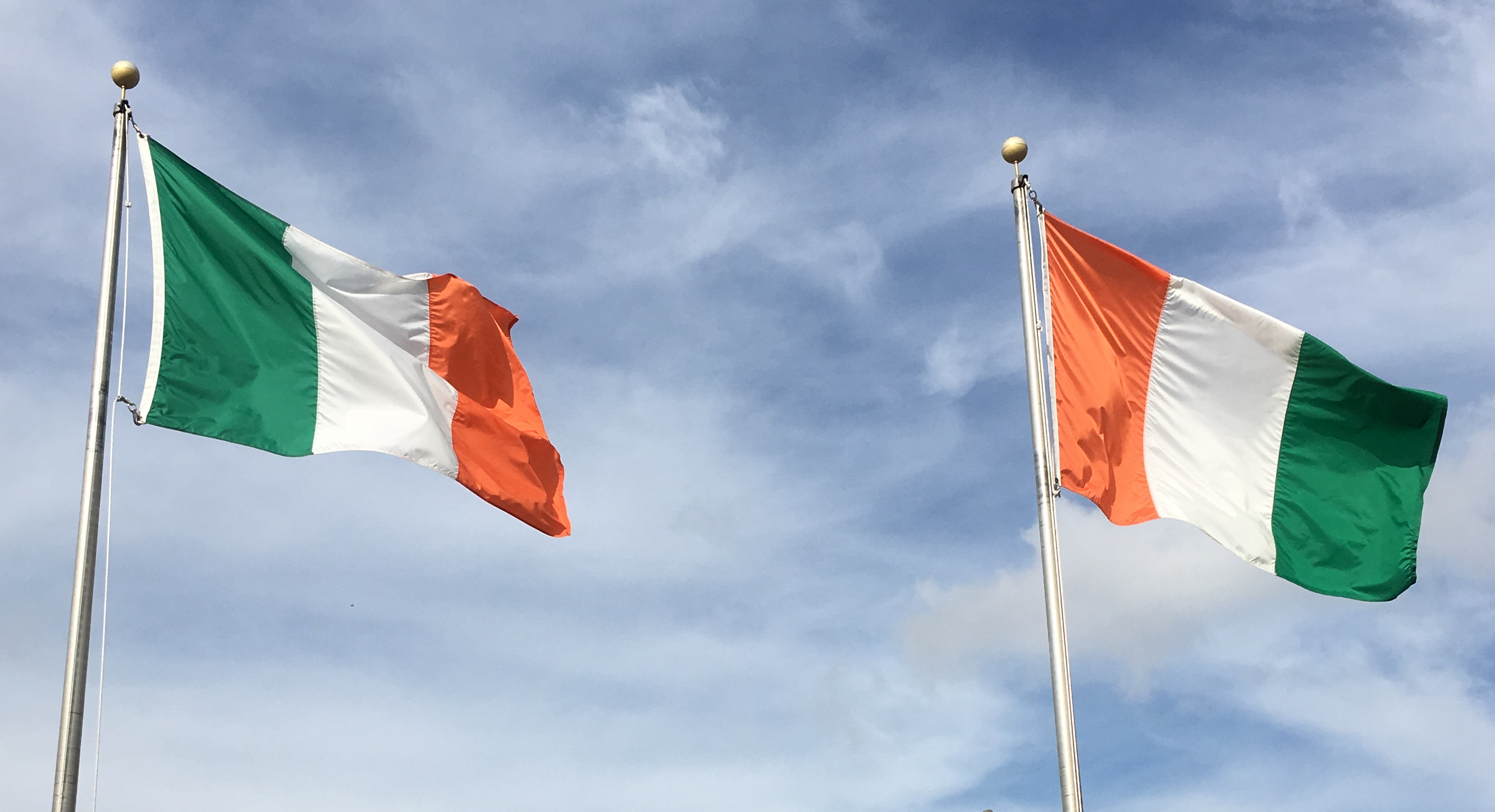
Bandeira irlandesa à esquerda e Costa do Marfim à direita

A bandeira irlandesa tem um layout de cor semelhante à da Costa do Marfim, mas com o verde do lado do guincho e uma proporção mais longa (1: 2 em vez de 2: 3). Quando Murielle Ahouré comemorou a vitória no campeonato mundial indoor de 60 metros em 2018, por falta de uma bandeira marfinense para agitar, ela pegou emprestada uma bandeira irlandesa de um espectador e a inverteu. Devido a essa semelhança, na Irlanda do Norte, os leais ao Ulster algumas vezes profanaram a bandeira da Costa do Marfim, confundindo-a com a irlandesa. Em alguns casos, as bandeiras da Costa do Marfim exibidas na Irlanda do Norte têm placas que as rotulam explicitamente como tal nas proximidades para evitar que sejam profanadas por partidários do Ulster, confundindo-as com irlandeses.
A bandeira do Níger, também adotada em 1959 quando o Níger e a Costa do Marfim eram membros do Conselho da Entente, é um tricolor horizontal laranja, branco e verde; como acontece com a bandeira da Costa do Marfim, o laranja e o verde às vezes representam o norte árido e o sul mais fértil, respectivamente.